# Abando (barrio)
Abando es un barrio bilbaíno del distrito 6, homónimo. Tiene una extensión de 116,87 hectáreas (1,17 km²) y una población de 23 657 personas. Abando es un barrio céntrico de Bilbao, en cuyas calles se encuentran la mayoría de tiendas, centros y oficinas.
El centro tradicional del barrio de Abando son los jardines de Albia, donde se situaba la plaza mayor de la Anteiglesia de Abando, antes de anexionarse a Bilbao. Mientras que el centro del barrio siempre ha tenido un uso residencial, con las viviendas más grandes y caras de la ciudad, la zona más cercana a la ría ha tenido un uso exclusivamente industrial.
Así, en el entorno de la ría, la zona de Abandoibarra, predominaron los astilleros, entre ellos el más importante Astilleros Euskalduna. Además, también se situaron aquí otras empresas relacionadas con la construcción naval.
Hoy en día, sin embargo, toda la zona industrial ha desaparecido, dando paso a una regeneración de la zona de Abandoibarra y Uribitarte.

## Economía

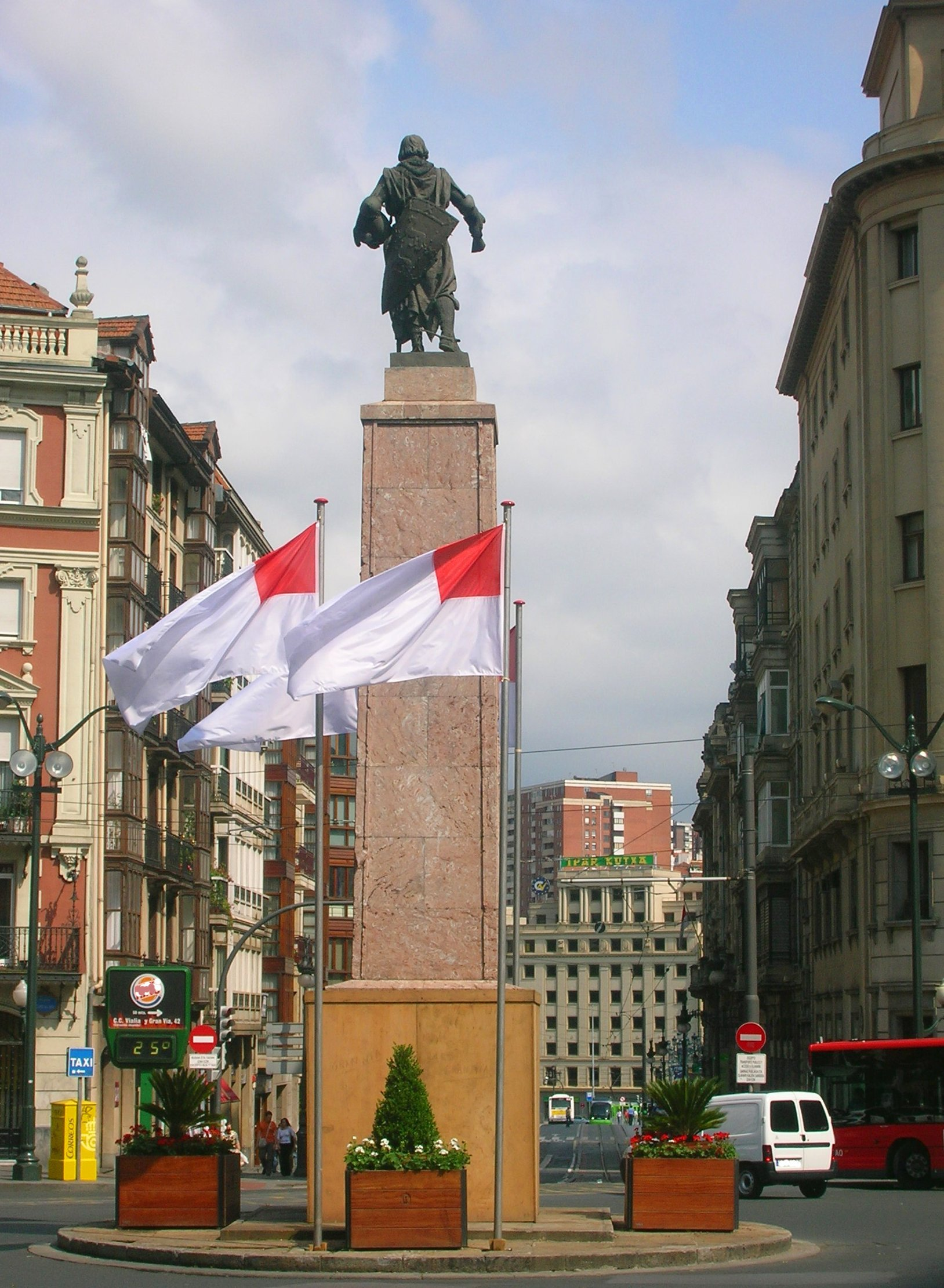
Plaza Circular (Abando).

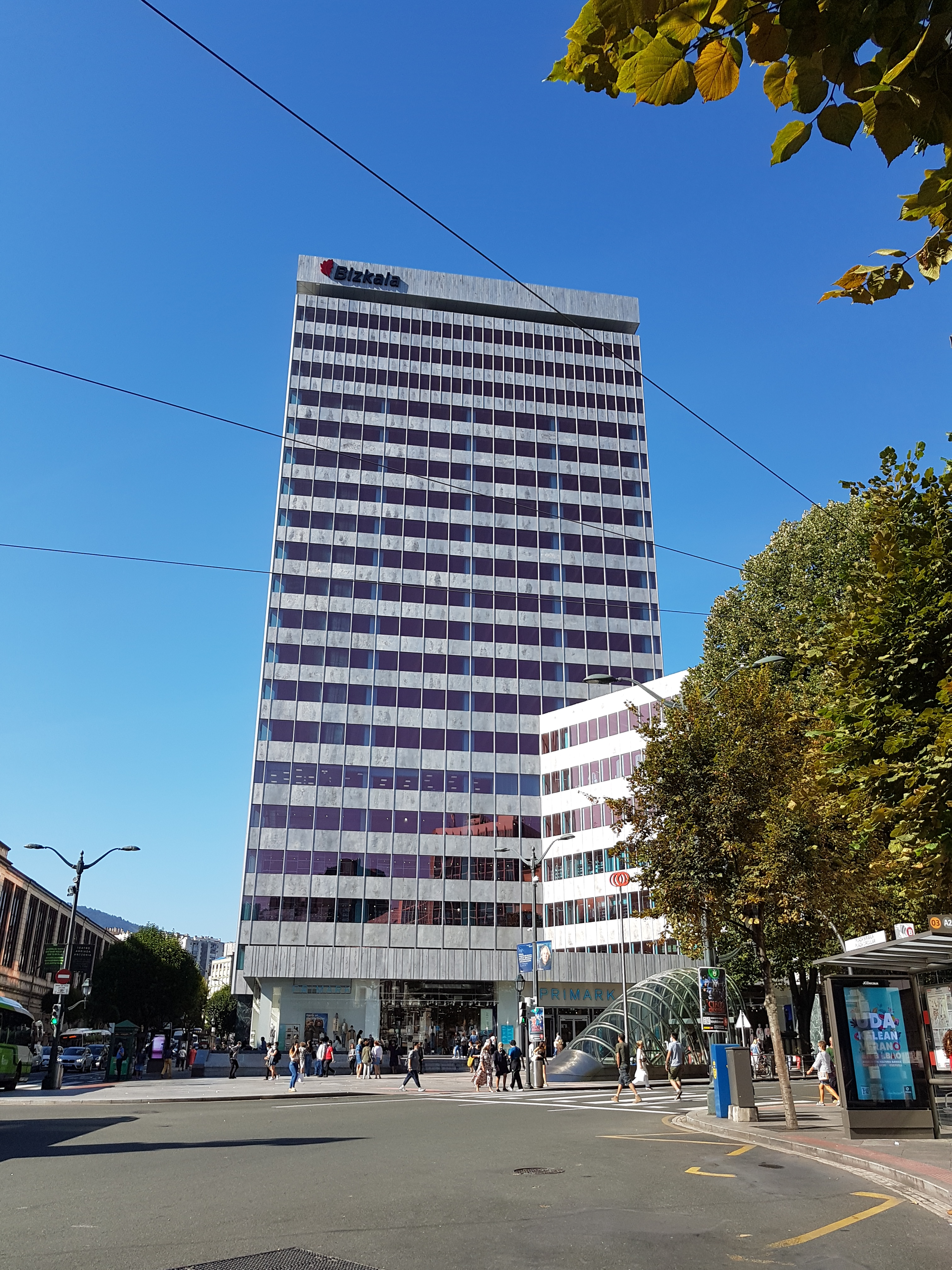
Torre Bizkaia.

En el barrio de Abando se encuentras las mejores y más caras tiendas de Bilbao, en la zona comprendida entre la Gran Vía y la Plaza Moyua, la "milla de oro". En los últimos años, la zona se ha extendido hasta las calles Colón de Larreategi y Alameda Urquijo. En 1969 El Corte Inglés abrió un centro comercial entre la Gran Vía y Alameda Urquijo. En 2006, Fnac abrió también un centro frente al Corte Inglés.
Abando es el barrio bilbaíno más desarrollado económicamente, donde un gran número de empresas tienen sede. Destacan la Torre Iberdrola o la Torre Bizkaia.

## Calles principales
- Alameda de Mazarredo
- Alameda de Urquijo
- Avenida Abandoibarra
- Gran Vía de Don Diego López de Haro

## Transportes

### Ferrocarriles

#### Renfe
La estación de Abando Indalecio Prieto de Adif agrupa los servicios de larga distancia y Cercanías de Renfe de ancho ibérico. Abando Indalecio Prieto es la estación terminal de todos los trenes de Renfe que llegan a Bilbao.
| Línea | Recorrido                    | Duración viaje  |
| ----- | ---------------------------- | --------------- |
| C-1   | Bilbao-Abando - Santurtzi    | 24              |
| C-2   | Bilbao-Abando - Muskiz       | 39              |
| C-3   | Bilbao-Abando - Orduña       | 52 / 45 (civis) |
| C-4   | Bilbao-Concordia - Balmaseda | 61              |

En este barrio también se encuentra la estación de Autonomía de Renfe Cercanías Bilbao, más concretamente en el límite de Abando con los barrios de Amézola y Basurto.
La estación de Bilbao-Concordia es la estación terminal de los trenes de cercanías, regionales y de largo recorrido de ancho métrico. La estación se encuentra junto a la de Abando, y tiene un acceso a la misma por la fachada trasera de la estación.
| Línea | Recorrido                                                          |
| ----- | ------------------------------------------------------------------ |
| R-3   | Bilbao-Concordia - Santander                                       |
| R-3b  | Bilbao-Concordia - Carranza                                        |
| R-4   | Bilbao-Concordia - La Robla (León)                                 |
| T-1   | Transcantábrico Galicia - Asturias - Cantabria - País Vasco - León |

La estación de Abando de Metro, situada bajo la Plaza Circular, dispone de tres salidas: Gran Vía/Plaza Circular (junto a la Torre BBVA y El Corte Inglés), Berástegui (junto a los Jardines de Albia) y Estación Abando - Renfe (en el vestíbulo de la estación Abando Indalecio Prieto).
La estación de Moyua también se encuentra en este barrio, y también cuenta con tres salidas: Diputación (junto a la Diputación Foral de Bizkaia), Ercilla/Guggenheim y Elcano (ambas en la Plaza Moyúa).

#### EuskoTran
En el barrio de Abando se encuentran las siguientes estaciones de EuskoTran:
- Abando, junto a las estaciones de Adif de Abando Indalecio Prieto y Bilbao-Concordia.

- Pío Baroja, al final del paseo de Uribitarte.

- Uribitarte, junto al complejo de las torres Isozaki Atea y la pasarela Zubizuri.

- Guggenheim, junto a la Biblioteca de la Universidad de Deusto y el Museo Guggenheim Bilbao.

### Autobuses

#### Bilbobus
Paradas de Plaza Circular y Plaza Moyúa; conexión con todos los demás distritos; líneas por Abando: 
| Línea | Recorrido                      | Frecuencia (minutos) |
| ----- | ------------------------------ | -------------------- |
| 01    | Arangoiti - Plaza Biribila     | 15                   |
| 03    | Plaza Biribila - Otxarkoaga    | 10                   |
| 10    | Elorrieta - Plaza Biribila     | 15                   |
| 13    | San Inazio - Txurdinaga        | 15                   |
| 18    | San Inazio - Zorrotza          | 20                   |
| 28    | Uribarri - Altamira            | 20                   |
| 30    | Txurdínaga - Miribilla         | 15                   |
| 40    | La Peña - Plaza Biribila       | 20                   |
| 56    | La Peña - Jesusen Bihotza      | 10                   |
| 58    | Mintegitxueta - Atxuri         | 15                   |
| 62    | San Mames - Arabella           | 20                   |
| 71    | Miribilla - San Inazio         | 15                   |
| 72    | Larraskitu - Castaños          | 15                   |
| 75    | San Adrián - Atxuri            | 15                   |
| 76    | Artatzu/Xalbador - Plaza Moyua | 20                   |
| 77    | Peñascal - Larreagaburu        | 12                   |
| 85    | Zazpi Landa - Atxuri           | 20                   |
| A1    | Asunción - Plaza Biribila      | 60                   |
| A2    | Solokoetxe - Plaza Biribila    | 30                   |
| A3    | Olabeaga - Moyua               | 30                   |
| A5    | Prim - Plaza Biribila          | 30                   |
| A7    | Artxanda - Arenal              | 60                   |

#### Servicio Nocturno de Bilbobus Gautxori
| Línea | Recorrido                             | Frecuencia (minutos) |
| ----- | ------------------------------------- | -------------------- |
| G1    | Arabella - Plaza Biribila             | 30                   |
| G2    | Otxarkoaga - Plaza Biribila           | 30                   |
| G3    | Larraskitu - Plaza Biribila           | 30                   |
| G4    | La Peña - Plaza Biribila              | 30                   |
| G5    | San Adrián/Miribilla - Plaza Biribila | 30                   |
| G6    | Altamira/Zorrotza - Plaza Biribila    | 30                   |
| G7    | Larreagaburu - Plaza Biribila         | 30                   |
| G8    | Arangoiti - Plaza Biribila            | 30                   |

#### Bizkaibus
Conexión con Alto Nervión, Margen Izquierda y duranguesado; paradas de estación de Abando Indalecio Prieto, y Gran Vía.